# Bent Larsen
Bent Larsen (Thisted, 4 maart 1935 - Buenos Aires, 9 september 2010) was een Deens schaker.
Larsen leerde schaken toen hij zes jaar oud was en werd in 1954 op 19-jarige leeftijd schaakkampioen van Denemarken. In 1956 was hij internationaal meester FIDE en in de jaren zestig was hij een sterke toernooispeler. Hij werd tevens grootmeester. Larsen won zowel in 1960 als in 1961 het Hoogovenstoernooi, gedeeld met resp. Tigran Petrosjan en Borislav Ivkov.
| 8 | rd                 | nd | bd | qd | kd | bd | nd | rd |
| 7 | pd                 | pd | pd | pd | pd | pd | pd | pd |
| 6 |                    |    |    |    |    |    |    |    |
| 5 |                    |    |    |    |    |    |    |    |
| 4 |                    |    |    |    |    |    |    |    |
| 3 |                    | pl |    |    |    |    |    |    |
| 2 | pl                 |    | pl | pl | pl | pl | pl | pl |
| 1 | rl                 | nl | bl | ql | kl | bl | nl | rl |
|   | a                  | b  | c  | d  | e  | f  | g  | h  |
|   | Larsenopening 1.b3 |    |    |    |    |    |    |    |

Larsen heeft een opening op zijn naam staan: 1. b3, tegenwoordig bekend als de Nimzowitsch-Larsenaanval. Hij speelde vaak de schaakopeningen Engels, Siciliaans en ook een van de Indische verdedigingen. Onder meer door zijn bemoeienis is de Birdopening, die lange tijd als weinig hoopvol voor wit bekendstond populair geworden, omdat hij de tot dan toe onverkende mogelijkheden van deze opening wist uit te buiten.
"Als je niet weet wat je moet zetten, doe dan een zet met een torenpion!" was zijn advies aan amateurschakers.
Larsen overleed na een kort ziekbed op 75-jarige leeftijd in Argentinië, waar hij met zijn tweede vrouw woonde.

## Publicatie
- Larsen. 1935-1965. (Bind I). Ed.: Jan Løfberg & Erik André Andersen. København, Løfbergs Forlag, 2014. ISBN 9788792772039